# Chaîne de Köýtendag
La chaîne de Köýtendag (turkmène : Köýtendag, russe : Кугитангтау) est une chaîne de montagnes du sud-ouest du Tian Shan, sur les territoires de l'Ouzbékistan et du Turkménistan. Elle forme un prolongement sud à la crête de Baisuntau (it).
La chaîne s'étend de la vallée de l'Amou-Daria jusqu'aux gorges de la rivière Cherabad (en) sur 100 km. L'altitude maximale est de 3 139 mètres au mont Aýrybaba. Elle est composée de roches sédimentaires, en particulier de calcaire et de gypse épais, créant des formations karstiques. Les dominantes du paysage sont des plantes éphémères (en), des plantes semi-désertiques (dans les contreforts) et la steppe montagneuse subtropicale avec des xérophytes et des arbrisseaux.

## Sources
- (ru) Кугитангтау, Grande Encyclopédie soviétique.